# Prix Utopiales
Prix Utopiales bezeichnet allgemein eine Gruppe von französischen Preisen und Auszeichnungen, die beim jährlichen Festival der Utopiales für Werke aus den Bereichen Science-Fiction und Phantastik vergeben werden. Dazu gehören (geordnet nach dem Jahr der Erstverleihung):
- Grand prix du jury des Utopiales (Film, seit 2000)
- Méliès d’argent du court métrage (Kurzfilm, seit 2003)
- Prix de la meilleure bande dessinée de science-fiction (Comic, seit 2003)
- Prix Julia-Verlanger (Literatur, seit 1986, seit 2003 bei den Utopiales verliehen)
- Prix Joël-Champetier (Literatur, seit 2016)
- Prix du meilleur scénario de jeux de rôle (Rollenspiel)
- Prix du meilleur jeu vidéo réalisé à la Game Jam (Videospiel)

Zum Prix Utopiales im engeren Sinn – manchmal auch als Prix Utopiales européen bezeichnet – gehören:
- Prix européen Utopiales des pays de la Loire (Literatur, seit 2007)
- Prix Utopiales européen jeunesse (Jugendliteratur, seit 2011)
- Prix Extraordinaire des Utopiales (Spezialpreis, seit 2015)